# دون إرفينغ
دون إرفينغ (بالإنجليزية: Don Irving)‏ هو موسيقي أمريكي، ولد في 1946.